# Exyston genalis
Exyston genalis là một loài tò vò trong họ Ichneumonidae.